# Salahoba
 (juin 2021).
Salahoba (également Salakhoba) est un village du district de Qusar en Azerbaïdjan.  Le village fait partie de la municipalité de Üzdənoba (en).